# Joseph Marie Louis Duval
Joseph Marie Louis Duval (Chênex, 11 ottobre 1928 – Saint-Jorioz, 23 maggio 2009) è stato un arcivescovo cattolico francese.

## Biografia
Dopo aver conseguito gli studi secondari presso il Collège Sainte-Marie a La Roche-sur-Foron e una licenza in diritto a Parigi, Joseph Duval, nipote del cardinale Léon-Etienne Duval, si è formato presso il seminario maggiore di Annecy ed ha conseguito una laurea in diritto canonico presso la Pontificia Università Gregoriana a Roma.
È stato ordinato sacerdote l'8 giugno 1952 per la diocesi di Annecy.
Vicario ad Annecy, dal 1958 al 1963 è stato professore di Diritto Canonico e, dal 1963 al 1967, professore di teologia morale presso il Seminario Maggiore di Annecy, del quale è stato rettore dal 1967 al 1971. Nel 1971 gli è stata assegnata la parrocchia di Saint-Jorioz ed è stato nominato vicario episcopale.
Nominato vescovo ausiliare di Rennes il 14 maggio 1974, è stato consacrato il 6 luglio dello stesso anno dal cardinale Paul Joseph Marie Gouyon. Il 5 giugno 1978 è stato nominato arcivescovo coadiutore di Rouen; il 6 maggio 1981 è succeduto alla medesima sede. Dal 1987 al 1990 è stato vice presidente della Conferenza episcopale di Francia; nel 1990 è stato eletto presidente e rieletto nel 1993. Il 16 ottobre 2003 papa Giovanni Paolo II ha accettato la sua rinuncia per raggiunti limiti di età. 
È morto il 23 maggio 2009. Il suo funerale è stato celebrato solennemente il 29 maggio 2009 nella cattedrale di Rouen; è stato sepolto nella cappella di Notre-Dame, dove vi è un epitaffio in suo onore.

## Genealogia episcopale e successione apostolica
La genealogia episcopale è:
- Cardinale Guillaume d'Estouteville, O.S.B.Clun.
- Papa Sisto IV
- Papa Giulio II
- Cardinale Raffaele Sansone Riario
- Papa Leone X
- Papa Paolo III
- Cardinale Francesco Pisani
- Cardinale Alfonso Gesualdo di Conza
- Papa Clemente VIII
- Cardinale Pietro Aldobrandini
- Cardinale Laudivio Zacchia
- Cardinale Antonio Barberini, O.F.M.Cap.
- Cardinale Nicolò Guidi di Bagno
- Arcivescovo François de Harlay de Champvallon
- Cardinale Louis-Antoine de Noailles
- Vescovo Jean-François Salgues de Valderies de Lescure
- Arcivescovo Louis-Jacques Chapt de Rastignac
- Arcivescovo Christophe de Beaumont du Repaire
- Cardinale César-Guillaume de la Luzerne
- Arcivescovo Gabriel Cortois de Pressigny
- Arcivescovo Hyacinthe-Louis de Quélen
- Vescovo Louis-Charles Féron
- Vescovo Pierre-Alfred Grimardias
- Cardinale Guillaume-Marie-Romain Sourrieu
- Cardinale Léon-Adolphe Amette
- Arcivescovo Benjamin-Octave Roland-Gosselin
- Cardinale Paul-Marie-André Richaud
- Cardinale Paul Joseph Marie Gouyon
- Arcivescovo Joseph Marie Louis Duval

La successione apostolica è:
- Vescovo Bernard Housset (1996)
- Vescovo Alphonse Émile Georger (1998)